# 小鱗鏢鱸
小鱗鏢鱸（学名：Nothonotus microlepidum）為輻鰭魚綱鱸形目鱸亞目河鱸科的其中一種，分布於美國肯塔基州及田納西州的Cumberland河流域，體長可達7.2公分，棲息在水質清澈、水淺的礫石底質溪流。